# Liste der Monuments historiques in Chartres-de-Bretagne
Die Liste der Monuments historiques in Chartres-de-Bretagne führt die Monuments historiques in der französischen Stadt Chartres-de-Bretagne auf.

## Liste der Bauwerke
| Bezeichnung                | Beschreibung | Standort                     | Kennzeichnung | Schutzstatus | Datum | Bild           |
| -------------------------- | ------------ | ---------------------------- | ------------- | ------------ | ----- | -------------- |
| Schlosskapelle in Fontenay |              | (Lage)                       | PA00090523    | Inscrit      | 1975  | weitere Bilder |
| Kalkofen                   |              | Rue des Fours à Chaux (Lage) | PA00090524    | Inscrit      | 1987  | weitere Bilder |